# 사와역 (나가노현)
사와역(일본어: 沢駅)은 일본 나가노현 가미이나군 미노와정에 위치한 도카이 여객철도 이다선의 철도역이다. 단선 승강장 1면 1선의 구조를 갖춘 지상역이다.

## 역 주변
- 국도 제153호선

## 역사
- 1909년 12월 28일 : 이나 전차 궤도가 마쓰시마 - 다쓰노 간에 개업했던 때에, 사와 정류장 설치.
- 1923년 3월 16일 : 이나마쓰시마 - 다쓰노 간이 궤도로부터 철도와의 이행에 수반해 신 선로에 교체해, 구 선상의 사와 정류장 폐지. 신 선상에 사와 역이 개업. 일반역.
  - 더욱이, 구 선의 사와 정류장과, 신 선의 사와 역은, 별도의 역으로서 취급되고 있다.
- 1943년 8월 1일 : 이나 전기 철도선이 이다선의 일부로서 국유화되어, 일본국유철도의 역이 된다.
- 1971년 4월 1일 : 하물 · 화물의 취급을 폐지.
- 1983년 2월 24일 : CTC화에 수반해 무인화.
- 1980년대 : 승강장 연장.
- 1987년 4월 1일 : 일본국유철도 분할 민영화에 의해, 도카이 여객철도가 승계.
- 1996년 1월 경 : 역사 해체, 대합실 신축.
- 2008년 9월 14일 : 하행 승강장 폐지.

## 인접 역
| 도카이 여객철도 이다선     | 도카이 여객철도 이다선 | 도카이 여객철도 이다선 |
| -------------------------- | ---------------------- | ---------------------- |
| 이나마쓰시마 도요하시 방면 | ■ 이다선               | 하바 다쓰노 방면       |